# Корейджъс (линеен крайцер, 1916)
Корейджъс (на английски: HMS Courageous) е „лек линеен крайцер“ или „голям лек крайцер“ от едноименния тип, на Британския Кралски флот от времето на Първата световна война. По-късно е преустроен като самолетоносач, както и еднотипния „Глориъс“.
Линейните крайцери от типа „Корейджъс“ се отличават с бързоходност и малко газене. Според официалната версия те са предназначени за действия в акваторията на Балтийско море. Обаче тази версия няма привърженици сред болшинството експерти – счита се, че тяхната основна цел е довършване на флота на противника след генерално морско сражение, а официалната версия е само дезинформация към германското командване.
Това е първият военен кораб, загинал през Втората световна война. Потопен е на 17 септември 1939 г. немската подводна лодка U-29. 518 члена на екипажа на „Корейджъс“ загиват.

## История на проекта
Основата на проекта е планът „Балтийски поход“ (фикс идеята на адмирал Фишър), а в рамките ѝ и възможността за преминаване на кораби през плитките датски проливи от Северно море в Балтийско, за което и е разработен проекта на петото поколение крайцери. Ограничението по газене предизвиква отказ от брониране срещу съответния главен калибър (ГК). Вместо него на 25-мм листове от външната обшивка са поставени само 51-мм броневи плочи. 

Адмирал Фишър иска тези кораби в строй само година след залагането. Това обуславя както високите темпове на строителството, така и бързането при проектирането и препроектирането.

Вече в хода на строителството, през юни 1916 г., за първи път е издигнато предложението за преправянето на „Корейджъс“ и „Глориъс“ в хидросамолетоносачи. Но липсата както на ясна представа, какви бойни характеристики са търсени от тези кораби, така и конструктивния план за преоборудването повлияват на вземането на решението за продължаване на строителството им в рамките на съществуващия проект.

Към проекта е поставено изискването да има 32 възлова скорост.

Заложен е в частната корабостроителница на „Армстронг“ в Хай Уолкър, Ньюкасл – на река Тайн.

Стойността на строежа е 2 038 225 фунта стерлинги.

## Конструкция
Наборът е смесен. Корпусът е нитован, разделен от водонепроницаеми прегради на 30 основни отсека. Двойно дъно има на 83% от дължината на кораба.
Височината на надводния борд при нормална водоизместимост е 9,3 м по носа и 5,2 м в кърмата на кораба.
Метацентричната височина при нормална водоизместимост е 1,17 м.
Увеличението на газенето с 1 см е 37 т.

### Артилерия
Същата като на „Ринаун“ и „Рипалс“, различавайки се само по количество: ГК – 4 ствола в 2 двуоръдейни кули (носова и кърмова), Минен калибър – в 6 триоръдейни кули, а зенитната напълно съвпада и по количество.

### Торпедно въоръжение
Бордови 533 мм подводни ТА, разположени пред кула „А“ със запас 10 броя торпеда. В края на 1917 г. торпедното въоръжение е усилено – добавени са 6 двутръбни надводни неподвижни торпедни апарата.

### Съдова енергетична установка
Произведена е от фирмата „Парсънс“. Главните турбини са с редуктор със зъбна предавка, с двойна хеликоидна предавка. За първи път на големи британски военни кораби са поставени водотръбните котли система „Яроу“ с водогрейни тръбички с малък диаметър (18 броя, налягане на парата 16,5 кг/см²). Като цяло, СЕУ е почти еднаква с тази на лекия крайцер „Чемпиън“. Запасът гориво (нефт) при нормална водоизместимост е около 750 тона, максимално възможният е 3160 тона.
Един полубалансирен рул. Три адмиралтейски котви с тегло 7,62 тона, една кърмова с тегло 3,05 тона.

## История на службата
След края на приемните изпитания, крайцерът влиза в състава на 3-а ескадра леки крайцери, а след това в 1-а ескадра леки крайцери.

През април 1917 г. от крайцерът решават да направят минен заградител, за което по квартердека на „Корейджъс“ са поставени шест реда минни релси. Корабът може да приеме 222 мини „Бритиш Елия“, но всъщност не поставя нито една. А вече на 23 ноември излиза разпореждането да се демонтират минните устройства. 
На 16 октомври съвместно с „Глориъс“ и 2-а ескадра леки крайцери участва в Скандинавския конвой.

В нощта на 17 ноември взема участие във втория бой в Хелголандския залив. В това сражение успява един път да уцели (от 92 381-мм снаряда) в щита на 150-мм оръдие на германския лек крайцер „Пилау“.
В началото на 1918 г. над двете оръдейни кули са монтирани площадки за излитане на колесни самолети, те носят по един „Стратер“ на носовата и един „Кемъл“ на кърмовата кула.
Скоро се появява нова идея – да се „запази“ този тип кораби като броненосци.
В началото на януари 1924 г. е издадена заповед за преустройството на „Корейджъс“ и „Глориъс“ в самолетоносачи. Работите са предадени на адмиралтействата в Девънпорт и Розайт съответно.
На 29 юли 1924 г. „Корейджъс“ преминава в корабостроителницата за преоборудването. Работите са завършени едва през 1928 г.
До влизането в строй, в края на 1938 г., на знаменития „Арк Роял“, „Корейджъс“ заедно с еднотипния самолетоносач „Глориъс“ остават най-мощните самолетоносачи на британския Кралски флот.

## Гибел
На 17 септември 1939 г. той е атакуван от германската подводница U-29 и след 15 минути потъва, отнасяйки със себе си на дъното 518 моряка.

## Коментари
1. ↑  Всички неуточнени данни са приведени към момента на влизане в строй.